# مرکز بین‌المللی آموزش زبان فارسی
مرکز بین‌المللی آموزش زبان فارسی در سال ۱۳۶۸ تحت نظارت مؤسسه دهخدا در دانشگاه تهران گشایش یافت. هدف مرکز بین‌المللی آموزش زبان فارسی، آموزش زبان فارسی به دانشجویان خارجی و آموزش مدرسان این زبان به منظور آموزش در خارج از کشور می‌باشد. از زمان گشایش این مرکز نزدیک به ۲۶۰۰ دانشجوی خارجی از ۹۷ کشور گوناگون جهان را پذیرفته‌است به نحوی که ایشان توانا به خواندن، نوشتن و صحبت کردن به زبان فارسی می‌باشند. علاوه برآن بسیاری از دانشجویان دوره کارشناسی ارشد و دکتری در رشته خاورشناسی از آلمان، انگلستان، آمریکا، فرانسه، ایتالیا، لهستان، کره و دیگر کشورها برای گذراندن دوره‌های کوتاه مدت زبان فارسی به این مرکز آمده‌اند که در جهت بالابردن سطح فارسی و نوشتن پایان‌نامه ایشان کاملاً سودمند بوده‌است. همچنین مرکز با پذیرفتن مدرسان و پژوهشگران خارجی زبان فارسی آن‌ها را با فضای رشته تخصصی شان بیشتر آشنا می‌سازد.
کتابخانه مرکز بین‌المللی آموزش زبان فارسی مجموعه‌ای از کتب فارسی و دیگر زبان‌ها به دانشجویان خارجی ارائه می‌دهد. با توسعه فضایی، این مرکز تلاش برآن دارد که با راه‌اندازی امکانات دیگری از قبیل لابراتوار زبان، سایت رایانه و آمفی تئاتر سطح آموزشی مرکز را بالا برد.

## ادغام با مؤسسه لغت‌نامه دهخدا
از سال ۱۳۸۶ به علت وحدت هدف علمی و نیز وحدت اداری و مکانی مؤسسه لغت‌نامه دهخدا و مرکز بین‌المللی آموزش زبان فارسی با هم ادغام گردیدند و با تصویب هیئت رئیسه دانشگاه تهران این دو نهاد تحت عنوان مؤسسه لغت‌نامه دهخدا و مرکز بین‌المللی آموزش زبان فارسی به فعالیت خود ادامه دادند.